# Thomas Loderer
Thomas Loderer (* 10. April 1969) ist ein deutscher Kommunalpolitiker der CSU.

## Werdegang

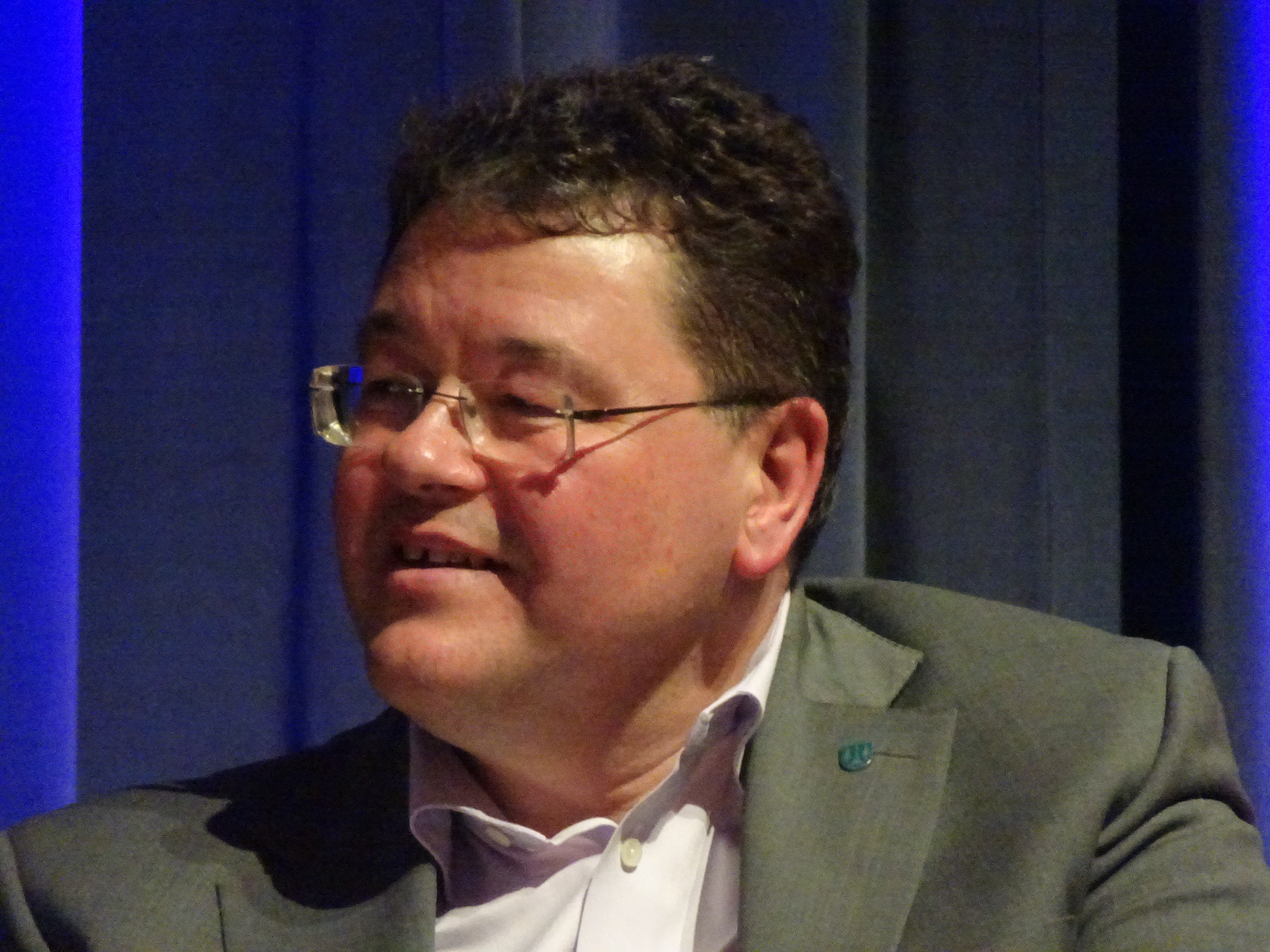
Thomas Loderer (2023)

Nach dem Abitur am Reuchlin-Gymnasium in Ingolstadt und dem Grundwehrdienst bei der Luftwaffe studierte er am Leibniz Kolleg in Tübingen und anschließend Volkswirtschaft in München und Bradford. Danach war er beim Finanzen Verlag als Redakteur mit Schwerpunkt Wirtschaft und Finanzen tätig.
Seit dem 21. März 2007 ist er erster Bürgermeister der Gemeinde Ottobrunn. Am 3. März 2013 und am 15. März 2020 wurde er jeweils im Amt bestätigt. Seine aktuelle Amtszeit dauert bis 30. April 2026. Seit 1. Mai 2008 ist Thomas Loderer auch Mitglied des Kreistags des Landkreises München.
Thomas Loderer ist verheiratet und Vater von drei Kindern.